# عبدالحمید دوم

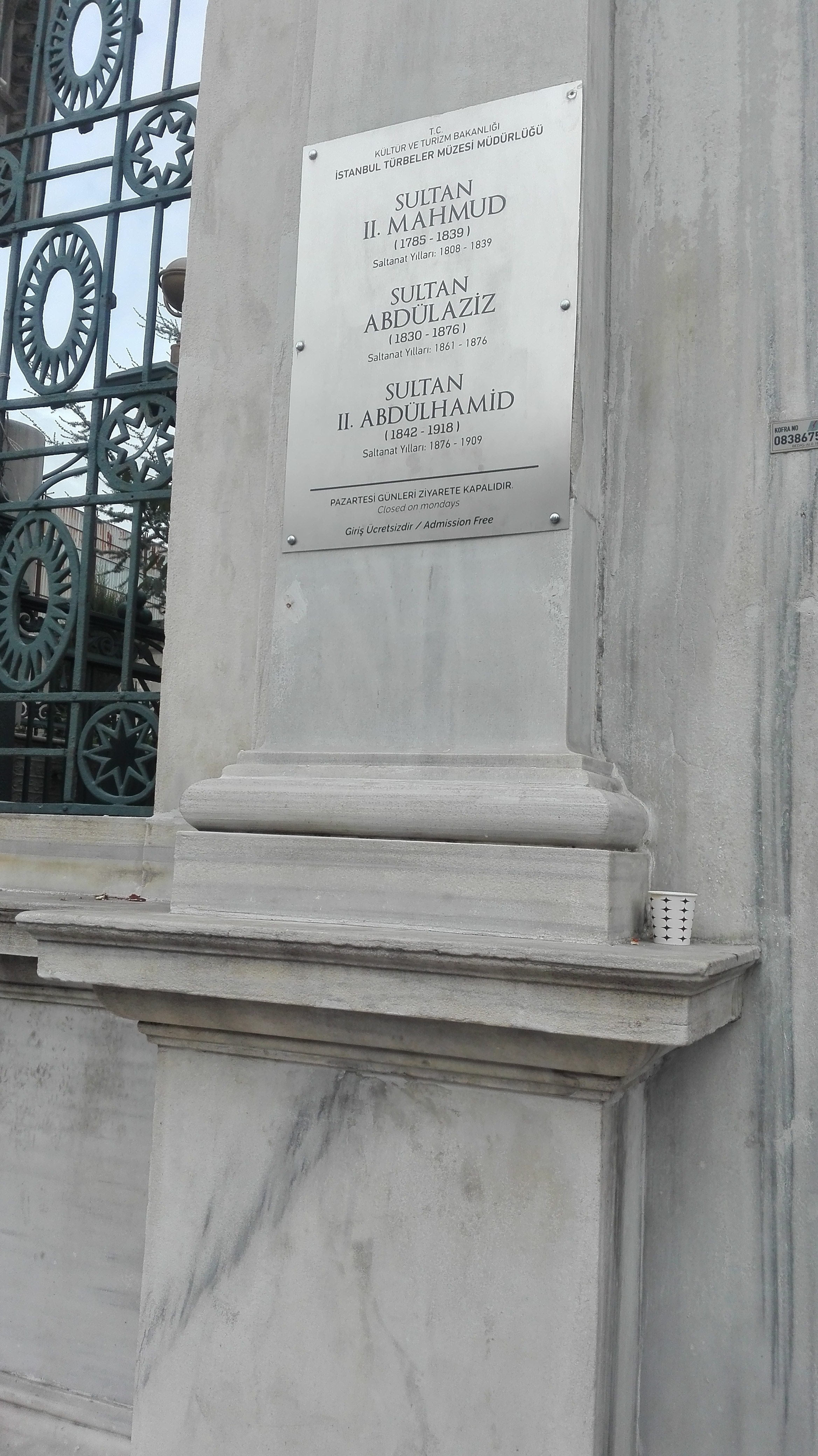
ورودی اصلی آرامگاه سلطان عبدالحمید

عبدالحمیدِ دوّم (به ترکی عثمانی: عبدالحمید ثانی) سی و چهارمین سلطان و خلیفه امپراتوری عثمانی بود که در ۳۱ اوت ۱۸۷۶ تا ۲۷ آوریل ۱۹۰۹ در قلمرو امپراتوری عثمانی حکومت کرد.
صدراعظم او در تلاش برای اصلاح دولت به طراحی مشروطیت و ایجاد مجلس قانون‌گذاری اقدام کرد. قانون اساسی جدید، آزادی فردی را تضمین می‌کرد در حالی که هنوز اختیارات اساسی با سلطان بود. فشار از جانب اروپا سلطان عبدالحمید را وادار ساخت تا با قانون اساسی موافقت نماید، اما او در سال ۱۸۷۸ مجلس را منحل کرد و بار دیگر حکومت مطلقه را برقرار کرد. سلطان عبدالحمید با ساخت مدارس، مساجد، خطوط راه‌آهن و تلگراف در جهت پیشرفت عثمانی گام برداشت.

## زندگی
عبدالحمید زادهٔ سالِ ۱۸۴۲ میلادی و فرزند سلطان عبدالمجید است. در سن هفت سالگی مادرش را از دست داد و همسر دوم عبدالمجید که عقیم بود عبدالحمید را خیلی دلسوزانه بزرگ کرد.
عبدالحمید فردی هوشیار، سیاسی، ادیب، شاعر و مسلط بر زبان‌های عربی، فارسی و ترکی بود و بسیاری از کتب ادبی و تصوف را مطالعه کرده بود. عبدالحمید بعد از عزل برادرش مراد در اوت سال ۱۸۷۶ در حالی که ۳۴ سال سن داشت قدرت امپراتوری عثمانی را به‌عهده گرفت؛ و با توجه به عنایت وی به دین اسلام او را خلیفه خطاب می‌کردند و شخصیت‌های مذهبی، سیاسی و اجتماعی و رؤسای دینی مناطق مختلف مسئولیت و خلافتش را تهنیت گفته و به‌محض دست گرفتن قدرت شادی‌کنان توپ‌هایی شلیک کردند و در استانبول سه روز جشن و سرور برگزار گردید و با حضور شیخ‌الاسلام و بزرگان دین در مسجد جامع ابوایوب انصاری مراسم نهایی بیعت برگزار شد.
زمانی که عبدالحمید دوم زمام امور را به‌دست گرفت، دولت عثمانی غرق در بدهی‌های خارجی بود و وی در جهت بهبودی وضعیت اقتصادی و پرداخت بدهی‌های خارجی اقداماتی را انجام داد.
عبدالحمید در جهت اصلاحات داخلی اقدام نمود و به مسیحیان و غیر مسلمانان تا حد زیادی آزادی اعطا کرد، تا شاید از فشار اروپا بکاهد.
عبدالحمید حاضر به پیروی از تمدن غرب نبود و معتقد بود شرق و اسلام خود دارای تمدن قوی و مثال‌زدنی هستند و نیازی به تمدن و فرهنگ غرب ندارند. وی به قدرت والیان خود در مناطق مختلف افزود و تغییراتی کمی و کیفی در ولایت والیان خود داد. در نظام قضائی و نظامی اصلاحات ملموسی معمول گردید و دانشکده‌های مختلف را دایر کرد و جوانان ترک را به علوم روز مسلح نمود. خطوط راه‌آهن را توسعه داد و راه‌آهن بین دمشق و مدینه را احداث کرد همچنین خانهٔ سالمندان، دارالفنون، دارالنفوس عمومی و مدارس عالی تأسیس کرد.
در دوران عبدالحمید رشد فرهنگ چشمگیر و نشر و چاپ کتب و ورود کتاب‌ها و مجلات کاملاً آزاد بود، به همین دلیل روزگار وی به عنوان دورهٔ رشد فرهنگ و از بهترین دوران خلافت عثمانی‌ها نام گرفت و زبان‌زد شد.
در دوران عبدالحمید انقلاب‌ها و شورش‌هایی در مناطق مختلف از جمله در منطقهٔ هرزگوین شعله‌ور گردید که خواست اولیهٔ آن‌ها اصلاحات بود لیکن بعداً مشخص شد اصلاحات فقط یک بهانه بوده است.
روسیه به عثمانی حمله کرد و در نهایت در شهر سان استفانوس در کنار دریای مرمره با امضاء قرار دادی جنگ به آتش‌بس مبدل گشت که از مفاد صلح‌نامه مشخص است نتیجه به نفع روسیه تمام شده است.
از سال ۱۲۹۹ قمری فرانسه، تونس را اشغال و انگلستان در سال ۱۳۰۰ قبرس را اشغال کرد. دایرهٔ امپراتوری عثمانی هر لحظه محدودتر گردید. عبدالحمید به این نتیجه رسید که دولت وی توان مقاومت در برابر غرب را ندارد مگر با یک تاکتیک و برنامهٔ جدید؛ بنابراین با استفاده از مقام خلافت خود طرح جامعهٔ اسلامی را مطرح کرد و مسلمانانی که معتقد بودند ضعف دولت عثمانی در نتیجهٔ دوری از اسلام و شریعت اسلام است از طرح جامعهٔ اسلامی استقبال کردند و افرادی چون سید جمال‌الدین اسدآبادی و مصطفی کامل از مصر و ابوالهدی از سوریه و عبدالرشید از سیبری و حرکت سنوسیه در لیبی از تشکیل جامعهٔ اسلامی پشتیبانی کردند.

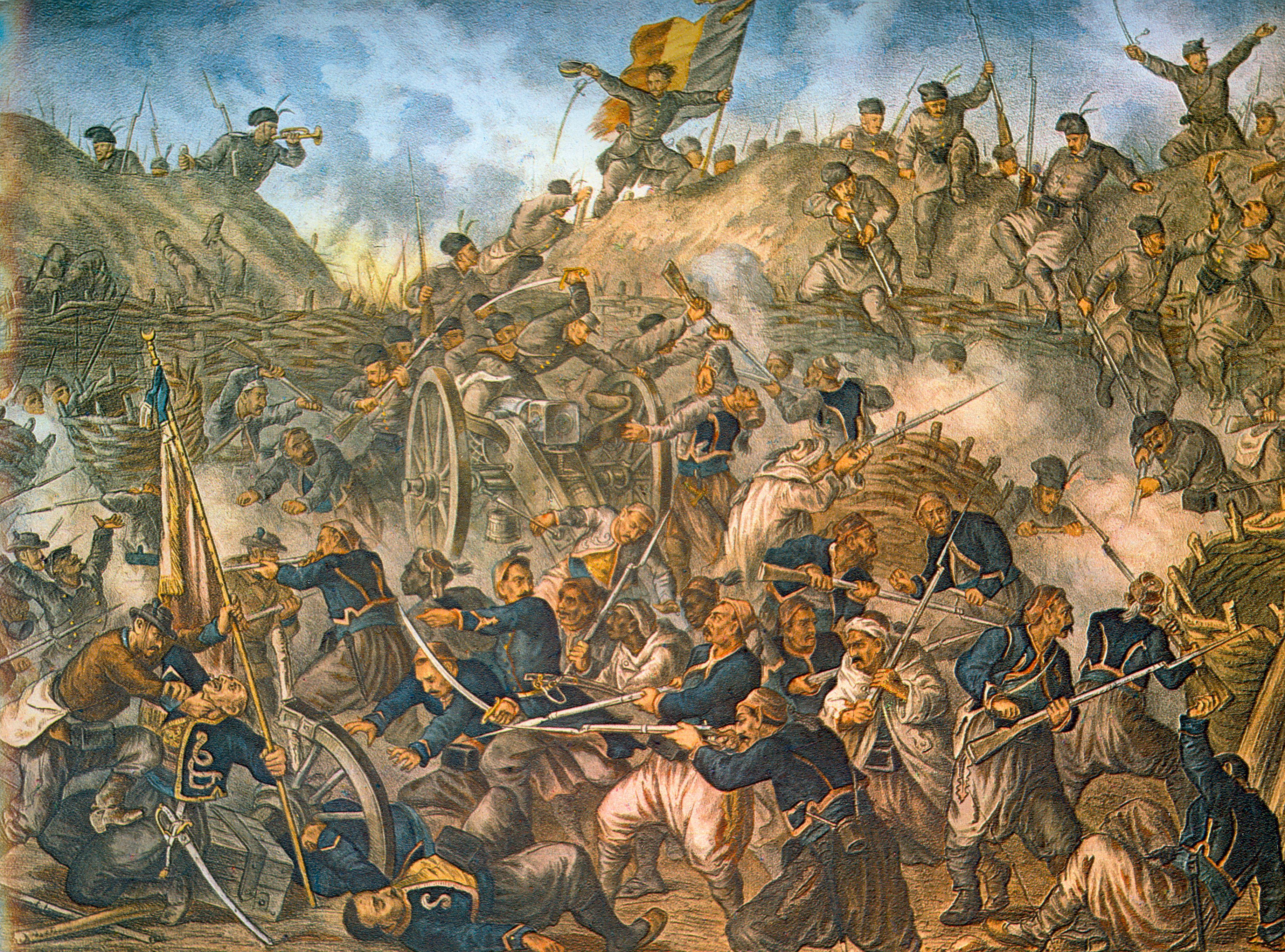
نیروهای عثمانی در حال محاصرهٔ پلیوینا

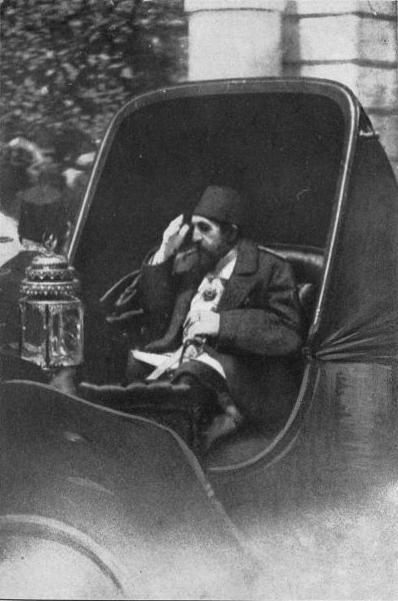
عبدالحمید دوم

طرح جامعهٔ اسلامی به سلطان عبدالحمید و دولت ترکیه قدرت و قوت و شخصیت داد و در تمامی مساجد جهان اسلام به صورت خیلی آگاهانه فرهنگ محبت و وحدت احیاء شد و علماء اسلام در گوشه و کنار دنیای اسلامی شروع به تبلیغ وحدت کردند و با این طرح مسلمانان موفق شدند و غرب در برخورد و برنامهٔ خود تجدیدنظر کرد.
در دوران عبدالحمید ترکان جوان شیفتهٔ غرب شدند و با روی کار آمدن مدحت پاشا به عنوان نخست‌وزیر، حرکات ضد مسلمانان و جامعهٔ اسلامی رشد کرد زیرا مدحت پاشا ضد برنامه‌های اسلامی بود.
جمعیت اتحاد و ترقی در سال ۱۳۱۶ قمری در پاریس تشکیل شد و در سال ۱۳۲۳ قمری جمعیت آزادی نیز تشکیل گردید و سپس در هم ادغام شدند. این دو حزب سکولار در داخل و خارج شروع به مخالفت با دولت عبدالحمید نمودند.
عبدالحمید و دستگاه دولت خیلی به‌سرعت و آگاهانه با این تشکیلات سکولار مبارزه کردند ولی با توجه به وضع داخل عثمانی و پشتیبانی دولت‌های اروپایی از این تشکیلات دولت عبدالحمید به نتیجه‌ای نرسید.
عبدالحمید مدعی بود ثمرهٔ جنگ و اختلاف عثمانی با ایران و عثمانی با ایران برای انگلیس بوده است. وی معتقد بود اسلام و مسیحیت دو دیدگاه مختلف‌اند و وحدت و جمع آن‌ها در یک تمدن غیرممکن است.
عبدالحمید به مسلمانان شرق آسیا از جمله مسلمانان چین توجه خاصی داشت. در سال ۱۸۸۳ میلادی روزنامه‌های استانبول خبرهایی را در خصوص مسلمانان چین منتشر کردند. از جمله نوشته بودند "در پکن پایتخت چین ۳۸ مسجد وجود دارد؛ و یک مسجد جامع مجهز به‌نام مسجد جامع حمیدیه که با هزینهٔ سلطان عبدالحمید احداث شده بود وجود دارد که روزهای جمعه در آن نماز جمعه برگزار و خطبه به‌نام سلطان عبدالحمید خوانده می‌شود".
عبدالحمید از بی‌حجابی و آزادی زنان به سبک غرب به‌شدت جلوگیری کرد. با آزادی مشروبات الکلی و مشروب‌خواران و فروشندگان مشروبات مبارزهٔ جدی نمود.
عبدالحمید در سال ۱۲۹۴ قمری دستور انتخابات را در مناطق تحت نفوذ خود صادر کرد. در نتیجه طی یک انتخابات آزاد، ۷۱ مسلمان، ۴۴ مسیحی و ۴ یهودی انتخاب و کار مجلس در همان سال شروع شد و بعد از ۱۱ ماه به دستور سلطان عبدالحمید تعطیل گردید. انگلیس و یهودی‌ها در جهت سقوط قدرت عثمانی‌ها برنامه‌ریزی کردند، شریف حسین را در حجاز به عنوان خلیفهٔ مسلمین مطرح و حزب اتحاد و ترقی را در داخل و خارج ترکیه تقویت نمودند و بیشتر افراد در ادارهٔ استخبارات و امنیت عثمانی را با پول خریداری نمودند. جمعیت اتحاد و ترقی در بین دانشجویان ترک در اروپا و استانبول شروع به تحریک ناسیونالیست ترکی نمودند و جبههٔ قومی‌ترکی و جمعیت اتحاد و ترقی مشترکاً علیه جامعهٔ اسلامی ایستادند و واژهٔ ترکی را در جای واژهٔ عثمانی قرار دادند و در فاصلهٔ کوتاهی احزاب و تشکیلات غیر دینی و ضد دینی تشکیل شده همگی با هم متحد شدند و به اتفاق درخواست عزل سلطان عبدالحمید را کردند.
اواخر سدهٔ نوزدهم میلادی، سلطان عبدالحمید دوم جهت کسب مشروعیت و نزدیک‌تر کردن پیوند حکومت خود با پیشینیان برجسته و بلندآوازه، دست به احداث یک قبرستان برای نخستین قهرمانان امپراتوری عثمانی در سوگوت به عنوان خاستگاه این خاندان زد. او مقبرهٔ ارطغرل را بازسازی و قبری نیز برای همسر ارطغرل و ۲۵ تن دیگر اضافه نمود. با وجود این که عثمان یکم توسط فرزندش اورخان یکم در بورسا به خاک سپرده شده بود، یک قبر هم برای او در این قبرستان تعبیه گشت.
عبدالحمید در جهت جلوگیری از سقوط دولت و مبارزه با احزاب لائیک و وابسته به غرب اقدام به تشکیل دولت مشروطه و مجلس عمومی تازه‌ای با ۲۸۰ نماینده از اقوام مختلف و مجلس اعیان کرد، اما مجلس عثمانی عبدالحمید را در سال ۱۳۲۶ هجری قمری مصادف با سال ۱۹۰۹ میلادی با فتوای شیخ‌الاسلام ضیاءالدین افندی عزل و به جای وی محمدشاه را به عنوان سلطان عثمانی تعیین کردند.

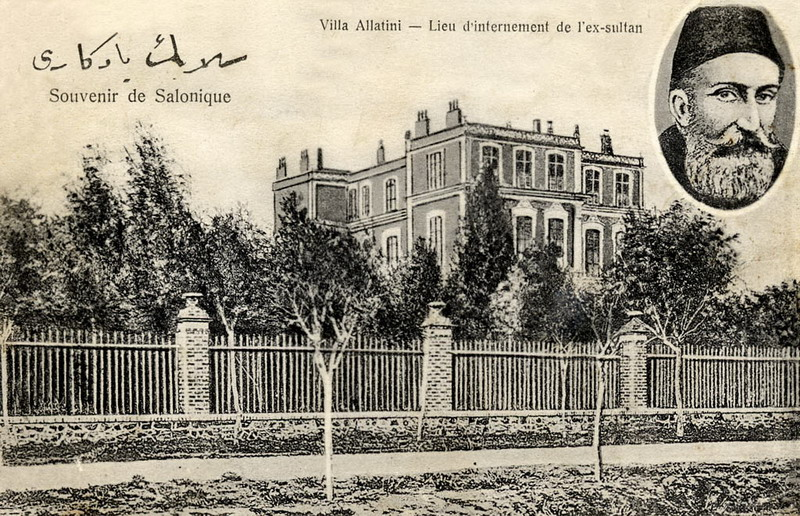
عمارت آلاتینی، جایی که عبدالحمید پس از عزل در سال ۱۹۰۹ به آنجا فرستاده شد.

پاسخ سلطان عبدالحمید به درخواست یهودیان و تئودور هرتسل برای تشکیل حکومت یهودی در فلسطین:
 اینباره نقشه‌های جدیدی را طرح‌ریزی نکنید، چرا که من نمی‌توانم حتی یک وجب خاک فلسطین گذشت کنم. این سرزمین ملک من نیست بلکه ملک امت اسلامی است و این امت در حفظ این سرزمین تلاش بسیاری کرده است و آن را با خونش آبیاری کرده است. پس یهود پول‌های میلیونی خود را نگه دارد و اگر روزی دولت خلافت پاره‌پاره گشت می‌توانند فلسطین را بدون هیچ بهایی به‌دست بیاورند. اما تا زمانی که من زنده هستم اگر بدنم تکه‌تکه شود برای من آسان‌تر از آن است که ببینم فلسطین از دولت عثمانی جدا گشته است و این امریست که هرگز متحقق نخواهد شد. من هرگز نمی‌توانم راضی شوم که بدن ما در حالی که زنده هستیم تکه‌تکه شود و تا زمانی که من زنده ام همچین اجازه ای نمیدم و این آرزو رو باید به گور ببرید و حالا از حضورم گمشو بیرون

### عبدالحمید دوم و شیعیان
سلطان عبدالحمید دوم زمینهٔ مساعدی که انجمن اتحاد اسلام به رهبری سید جمال‌الدین اسدآبادی در ایران و عراق برای تکاپوهای اتحاد اسلامی پدید آورده بود، تداوم بخشیده و پیوندهای خود را با کانون‌های شیعی، تقویت نمود. پاره‌ای از علمای بزرگ شیعه کمابیش با جنبش اتحاد اسلام در پیوند بودند و با خلیفه عثمانی ارتباط داشتند. آزادی عمل علمای شیعه برای تعامل با جنبش اتحاد اسلام، ناشی از اقتدار بی‌سابقه ای بود، مرهون استقلال معنوی از دولت شیعی قاجار و رعایت حریم معنوی از سوی دولت سنی عثمانی؛ «اماکن مقدسه عراق رهبری متمرکزی را به تشیع ایران داده بود که از حوزهٔ سلطه طبیعی و سیاسی قاجاریه بیرون بود».
سلطان عبدالحمید دوم دریافته بود میان اهل تسنن و پیروان مذاهب اربعه نسبت به اهل تسنن و تشیع کمتر تضاد و اختلاف عملی وجود دارد؛ لذا وی به طرق مختلف می‌بایست مشکل خویش را با شیعیان تابع امپراتوری و نیز ایران حل کند یا تخفیف دهد. به همین دلیل رفتارسیاسی- اجتماعی او با دیگر پادشاهان عثمانی تا حدی متفاوت بود. وی برای رسیدن به یک همبستگی کلی خط مشی مثبت و مؤثری در پیش گرفت. او کوشش کرد نسبت به شیعیان مقیم سرزمین عثمانی ملایمت و علاقه ویژه ای بخرج دهد. حتی به منظور کسب رضایت خاطر آنها یکسری تدابیر معینی اتخاذ کرد به عنوان مثال، دستور داد: یکسری از مطالبی که موجب ناراحتی شیعیان بود از کتب درسی حذف کنند. تعدادی از مکانهایی که در عالم تشیع مقدس به‌شمار می‌آمدند، تعمیر شد و مورد دقت بیشتری قرار گرفت و مهم‌تر از همه سوادآموزی در میان شیعیان رواج داده شد.
میرزا ابوطالب مجتهد زنجانی (متوفی ۱۲۸۹ ه‍.ش) که از دیرگاه با سید جمال الدین و اندیشه‌های او آشنا بود و با او ارتباط داشت، به دعوت سید جمال الدین همراه با برخی دیگر از علما از بیعت به اتحاد اسلام و خلیفهٔ عثمانی دریغ نورزیدند. او با سلطان مکاتبه داشت و وی را خلیفهٔ مسلمین می‌خواند. سلطان عبدالحمید دوم با مراجع و علمای متنفذی چون ملا محمد فاضل شربیانی (متوفی ۱۲۸۳ ه‍.ش) که پس از درگذشت میرزای شیرازی، در شمار مراجع بزرگ تقلید محسوب می‌شد و با آقا نجفی در ارتباط بود. «سلطان عثمانی دستور داده بود که شیخ فاضل شربیانی می‌تواند هر روز چهل کلمه به رایگان به استانبول تلگراف بفرستد»، و «آقا نجفی، رسماً تلگرافی از شخص سلطان عبدالحمید دریافت کرد مبنی بر اینکه هر وقت به کمک نیاز داشته باشی، سلطان از تو دریغ نخواهد داشت».
سید عبدالحسین مجتهد لاری، عالم متنفذ اصلاح طلب و استعمارستیز، در "رساله قانون مشروطه مشروعه " که در سال ۱۳۲۵ هـ. ق در شیراز طبع شده است، شیوه حکومت عبدالحمید دوم را می‌ستاید، و از سلطان چنین یاد می‌کند: «... برادر رشید سلطان عبدالحمید به واسطهٔ رأی سدید و تلافی شدید اکید در حمایت اسلام و علماء اعلام با کمال اقتدار و فتوحات بسیار تدارک و انحناء و کسر و انکسار نموده».
او در این رساله، بر لزوم اتحاد بین دو دولت اسلام، یعنی ایران و عثمانی تأکید می‌ورزد، و اشارات جالبی به ملزومات این اتحاد می‌نماید: «قانون ملی و مصالح کلی عملی اولی و حسب التکلیف شرعی ملی اسلامی وجوب عهد و میثاق اتحاد و اتفاق بین هر دو دولت اسلام است در حمایت و تقویت و عقد اخوت و مشورت و مصلحت و دولت و سلطنت از هر جهت، کنفس واحده متحد و اخوان توأمان کالفرقدان لایفترقان در شعار و دثار و مابه الافتخار و اقتدار و انتصار در حرب و محاربه اغیار کفار. چنانچه حق تعالی فرموده: «و اعتصموا بحبل الله جمیعاً و لاتفرقوا» و معاقده عهود وثیقه و معاهده عقود اکیده شدیده بر این مودت و اتحاد و نفی بینونیّت و انفراد از اهم مهمات و الزام ملزمات و اعظم فواید کلیه و اتم مصالح عزت و اقتدار سلطنت اسلام است از هر جهت. ولی لازمه این اتحاد کلی و وداد نوعی رفع مایه الانفراد جزئی است از اسباب مفسده خلف و نفاق و انفراد و شقاق که منافی با کمال اتحاد و اتفاق است. منها رفع تفتیش و تفحص در گمرکات و بندرات از کتب علمیه و مذاهب مختلفه نیف و سبعین فرقه و رفع ضبط و تحجیر و اتلاف و حرق و غرق کتب علمیه. چرا که تکلیف دولت چنانچه حق تعالی فرموده: «واصلحوا ذات بینکم» اصلاح بین مسلمین است…».

## مرگ
سلطان عبدالحمید دوم در ۱۰ فوریهٔ ۱۹۱۸ در سن ۷۵ سالگی بر اثر نارسایی قلبی درگذشت.

## شعر
سلطان عبدالحمید دوم نیز به پیروی از بسیاری از اجدادش (یعنی سایر سلاطین عثمانی) به زبان پارسی اشعاری سروده است.
یک رباعی پارسی او که اکنون به خط خودش در کتابخانهٔ موزهٔ طوپقاپو نگهداری می‌شود، چنین است:
الله! ترا عزیز می‌دانم و بس.
با عزت، آن که نیست مانند تو کس.
الله! در این واقعه دستم‌گیری؟
الله! همین زمان به فریادم رس.

## جوایز و افتخارات[۱۲]
از عثمانی
- استاد بزرگ؛ فرمان هلال
- استاد بزرگ نشان افتخار
- استاد اعظم درجه یا نشان مجیدی

از دولت‌های خارجی
- شوالیه صلیب بزرگ از سفارش سنت استفان، از الماس، ۱۸۸۱ (اتریش-مجارستان)[۱۳]
- شوالیه افتخار فیل، ۱۳ دسامبر ۱۸۸۴ (پادشاهی دانمارک)[۱۴]
- نشان شوالیه سلطنتی سرافیم، ۲۴ ژوئیه ۱۸۷۹ (پادشاهی سوئد)[۱۵]
- صلیب بزرگ شوالیه Order of Kamehameha I، ژوئیه ۱۸۸۱ (پادشاهی هاوایی)[۱۲]
- نایت صلیب بزرگ از دستور سنت اولاو، ۱۱ فوریه ۱۸۸۵ (پادشاهی نروژ)[۱۶]
- شوالیه صلیب بزرگ سفارش برج و شمشیر (پادشاهی پرتغال)
- شوالیه نشان پشم طلایی، ۱۹ دسامبر ۱۸۸۰ (پادشاهی اسپانیا)[۱۷]
- شوالیه صلیب بزرگ فرمان شاهین سفید، ۱۸۹۱ (دوک نشین بزرگ ساکس-ویمار-آیزناخ)[۱۲]
- شوالیه صلیب بزرگ با یقه از نشان سنت الکساندر، ۱۸۹۷ (شاهزاده بلغارستان)[۱۸]
- نایت صلیب بزرگ با یقه نشان کارول اول، ۱۹۰۷ (پادشاهی رومانی)[۱۹]
- شوالیه حکم بشارت، ۲۹ نوامبر ۱۸۸۱ (پادشاهی ایتالیا)[۲۰]
- نشان شوالیه عقاب سیاه، در الماس، ۳ فوریه ۱۸۸۲ (امپراتوری آلمان)[۲۱]
- شوالیه نشان خاندان سلطنتی چاکری، ۱۸ دسامبر ۱۸۹۲ (پادشاهی سیام)[۲۲]
- شوالیه گراند کوردون از؛ 26 Order of the Chrysanthemum، ژوئن ۱۸۸۸ (امپراتوری ژاپن)[۲۳]
- نشان شوالیه سنت هوبرت، ۱۹۰۸ (پادشاهی باواریا)[۲۴]